# Todas las manos a las bombas
Todas las manos a las bombas (inglés: All Hands to the Pumps) es un cuadro del pintor inglés Henry Scott Tuke de 1888-9. En ese momento, Tuke tenía 21 años y vivía en un viejo bergantín francés, el Julie of Nantes que había anclado en el puerto de Falmouth para usarlo como taller flotante.
En él aparecen varios marineros en la cubierta de un barco durante una tormenta activando la bomba para achicar agua de la embarcación. La nave ha perdido al menos una de sus velas y la cubierta está inundada. El pabellón rojo cuelga del velamen desgarrado por el viento para indicar la angustia del barco. Un hombre grita hacia el aparejo, y otro está entre las jarcias señalando el oleaje. La composición animada utiliza líneas diagonales - brazos, aparejo, mástil, mango de bomba, bandera soplada por el viento– para atraer la vista alrededor del cuadro.
Jongwoo Jeremy Kim detecta cierto subtexto homoerótico, y especula que la segunda figura desde la izquierda, con camisa blanca bajo chaleco gris con gorro, podría ser el mismo Tuke mirando a Jack Rowling, uno de sus modelos regulares, a la derecha con un gorro rojo; y que otro de sus modelos Johnny Jackett es el de la jarcia.
El cuadro se exhibió en 1889 en la Royal Academy Summer Exhibition, ese mismo año fue el primer cuadro de Tuke adquirido por los fondos Chantrey Bequest de la Tate Gallery.